# Grand Prix moto de République tchèque 2000
Le Grand Prix moto de République tchèque 2000 est le onzième rendez-vous de la saison du championnat du monde de vitesse moto 2000. Il s'est déroulé sur le circuit de Masaryk du 18 au 20 août 2000. C'est la 8e édition du Grand Prix moto de République tchèque.

## Classement final 500 cm3
| Pos. | Pilote              | Constructeur | Temps/Écart     | Points |
| ---- | ------------------- | ------------ | --------------- | ------ |
| 1    | Max Biaggi          | Yamaha       | 45 min 31 s 918 | 25     |
| 2    | Valentino Rossi     | Honda        | +6 s 641        | 20     |
| 3    | Garry McCoy         | Yamaha       | +8 s 627        | 16     |
| 4    | Kenny Roberts Jr    | Suzuki       | +12 s 106       | 13     |
| 5    | Loris Capirossi     | Honda        | +16 s 083       | 11     |
| 6    | Sete Gibernau       | Honda        | +22 s 388       | 10     |
| 7    | Àlex Crivillé       | Honda        | +22 s 640       | 9      |
| 8    | Nobuatsu Aoki       | Suzuki       | +22 s 830       | 8      |
| 9    | Jeremy McWilliams   | Aprilia      | +23 s 002       | 7      |
| 10   | Tadayuki Okada      | Honda        | +24 s 525       | 6      |
| 11   | Carlos Checa        | Yamaha       | +29 s 560       | 5      |
| 12   | Jurgen vd Goorbergh | TSR-Honda    | +29 s 844       | 4      |
| 13   | Régis Laconi        | Yamaha       | +30 s 393       | 3      |
| 14   | Tetsuya Harada      | Aprilia      | +35 s 863       | 2      |
| 15   | Luca Cadalora       | Modenas      | +1 min 05 s 405 | 1      |
| 16   | José Luis Cardoso   | Honda        | +1 min 15 s 549 |        |
| 17   | Paolo Tessari       | Paton        | +1 tour         |        |
| 18   | Sébastien Le Grelle | Honda        | +1 tour         |        |
| 19   | Phil Giles          | Honda        | +1 tour         |        |
| 20   | Yoshiteru Konishi   | TSR-Honda    | +1 tour         |        |
| Abd. | Norifumi Abe        | Yamaha       | Abandon         |        |
| Abd. | Alex Barros         | Honda        | Abandon         |        |

## Classement final 250 cm3
| Pos  | Pilote             | Constructeur | Temps/Écart     | Points |
| ---- | ------------------ | ------------ | --------------- | ------ |
| 1    | Shinya Nakano      | Yamaha       | 41 min 44 s 845 | 25     |
| 2    | Tohru Ukawa        | Honda        | +3 s 994        | 20     |
| 3    | Olivier Jacque     | Yamaha       | +4 s 987        | 16     |
| 4    | Marco Melandri     | Aprilia      | +6 s 028        | 13     |
| 5    | Ralf Waldmann      | Aprilia      | +13 s 366       | 11     |
| 6    | Daijiro Kato       | Honda        | +21 s 259       | 10     |
| 7    | Franco Battaini    | Aprilia      | +26 s 489       | 9      |
| 8    | Sebastian Porto    | Yamaha       | +45 s 073       | 8      |
| 9    | Klaus Nohles       | Aprilia      | +47 s 135       | 7      |
| 10   | Anthony West       | Honda        | +56 s 932       | 6      |
| 11   | Naoki Matsudo      | Yamaha       | +57 s 074       | 5      |
| 12   | Shahrol Yuzy       | Yamaha       | +57 s 321       | 4      |
| 13   | David Checa        | TSR-Honda    | +1 min 11 s 286 | 3      |
| 14   | Luca Boscoscuro    | Aprilia      | +1 min 12 s 160 | 2      |
| 15   | Jamie Robinson     | Aprilia      | +1 min 15 s 068 | 1      |
| 16   | Vincent Philippe   | TSR-Honda    | +1 min 15 s 496 |        |
| 17   | Ivan Clementi      | Aprilia      | +1 min 16 s 125 |        |
| 18   | Sébastien Gimbert  | TSR-Honda    | +1 min 16 s 282 |        |
| 19   | Alex Hofmann       | Aprilia      | +1 min 16 s 881 |        |
| 20   | Lucas Oliver Bulto | Yamaha       | +1 min 27 s 084 |        |
| 21   | Julien Allemand    | Yamaha       | +1 min 32 s 893 |        |
| 22   | Adrian Coates      | Aprilia      | +1 min 35 s 776 |        |
| 23   | Vladimir Castka    | Yamaha       | +1 min 42 s 645 |        |
| 24   | Michael Witzender  | Honda        | +1 tour         |        |
| 25   | Radomil Rous       | Honda        | +1 tour         |        |
| Abd. | Jeronimo Vidal     | Aprilia      | Abandon         |        |
| Abd. | Uwe Bolterhauer    | Honda        | Abandon         |        |
| Abd. | Alex Debón         | Aprilia      | Abandon         |        |
| Abd. | Jason Vincent      | Aprilia      | Abandon         |        |
| Abd. | Fonsi Nieto        | Yamaha       | Abandon         |        |
| Abd. | Jarno Janssen      | TSR-Honda    | Abandon         |        |

## Classement final 125 cm3
| Pos. | Pilote             | Constructeur | Temps/Écart     | Points |
| ---- | ------------------ | ------------ | --------------- | ------ |
| 1    | Roberto Locatelli  | Aprilia      | 41 min 19 s 190 | 25     |
| 2    | Youichi Ui         | Derbi        | +1 s 533        | 20     |
| 3    | Emilio Alzamora    | Aprilia      | +1 s 716        | 16     |
| 4    | Lucio Cecchinello  | Honda        | +18 s 466       | 13     |
| 5    | Noboru Ueda        | Honda        | +19 s 076       | 11     |
| 6    | Arnaud Vincent     | Aprilia      | +33 s 896       | 10     |
| 7    | Mirko Giansanti    | Honda        | +34 s 910       | 9      |
| 8    | Gino Borsoi        | Aprilia      | +35 s 161       | 8      |
| 9    | Jaroslav Huleš     | Italjet      | +43 s 932       | 7      |
| 10   | Ivan Goi           | Honda        | +51 s 767       | 6      |
| 11   | Jakub Smrž         | Honda        | +55 s 001       | 5      |
| 12   | Manuel Poggiali    | Derbi        | +58 s 524       | 4      |
| 13   | Marco Petrini      | Aprilia      | +1 min 02 s 714 | 3      |
| 14   | Toni Elias         | Honda        | +1 min 03 s 009 | 2      |
| 15   | Reinhard Stolz     | Honda        | +1 min 08 s 530 | 1      |
| 16   | Pablo Nieto        | Derbi        | +1 min 09 s 919 |        |
| 17   | Leon Haslam        | Italjet      | +1 min 35 s 984 |        |
| 18   | Igor Kalab         | Honda        | +1 min 36 s 325 |        |
| 19   | Laszlo Bancsiki    | Honda        | +1 tour         |        |
| 20   | Gabor Talmacsi     | Honda        | +1 tour         |        |
| Abd. | Steve Jenkner      | Honda        | Abandon         |        |
| Abd. | Simone Sanna       | Aprilia      | Abandon         |        |
| Abd. | Max Sabbatani      | Honda        | Abandon         |        |
| Abd. | Michal Brezina     | Honda        | Abandon         |        |
| Abd. | Alex De Angelis    | Honda        | Abandon         |        |
| Abd. | Angel Nieto Jr     | Honda        | Abandon         |        |
| Abd. | William De Angelis | Aprilia      | Abandon         |        |
| Abd. | Gianluigi Scalvini | Aprilia      | Abandon         |        |
| Abd. | Masao Azuma        | Honda        | Abandon         |        |
| Abd. | Randy de Puniet    | Aprilia      | Abandon         |        |